# Памятник Богдану Хмельницкому (Омск)
Памятник Богдану Хмельницкому — памятник в честь гетмана Войска Запорожского Богдана Михайловича Хмельницкого в городе Омск Российской Федерации.
Архитектурное сооружение находится напротив заводоуправления "ПО «Полет» — филиал ФГУП «ГКНПЦ им. М. В. Хруничева» в сквере на разделительной полосе улицы, названной именем Богдана Хмельницкого (1595—1657) — Гетмана Войска Запорожского и всей Украины.
Монумент попал в Омск в годы Второй мировой войны, во время эвакуации одного из заводов. На улице Богдана Хмельницкого, которая ранее носила название Акмолинская и на прилегающих территориях в 1941 году расположились эвакуированный из Запорожья авиамоторный завод имени Баранова и поселок для работников Украинской ССР, эвакуированных с заводом.